# 弗朗齐歇克·什特尔茨
弗朗齐歇克·什特尔茨（捷克語：František Šterc，1912年1月27日—1978年10月31日），捷克男子足球运动员，司职前锋。他曾代表捷克斯洛伐克国家队参加1934年国际足联世界杯，结果队伍获得亚军。